# Dinastía Liao
La dinastía Liao (chino medio: 遼朝 *Lew traw, chino moderno: 辽朝 Liao2 ch'ao2 (Wade-Giles) o Liáocháo (pinyin), kitán: Mos Jælut), 907-1125, también conocida como Imperio kitán (契丹國 pinyin, Qìdān Guó, kitán: Mos diau-d kitai huldʒi gur) fue una dinastía china, de origen extranjero, que gobernó gran parte del nordeste del territorio chino actual.
Los kitán, uno de los grupos étnicos tunguses que habitaban hace siglos en la actual Manchuria, fundaron en el año 907 un estado que recibió inicialmente el nombre de Estado Kitán. Más adelante, tras conquistar el norte de China, el estado asumió formas de gobierno de estilo chino tomando el nombre dinástico de Liao, por el río del mismo nombre (en la actual provincia china de Liaoning) de su tierra ancestral. El imperio de los Liao convivió con la dinastía Song, al sur, y con el Imperio Tangut (o Xia Occidental), que gobernaba parte del noroeste chino.
El imperio de los kitán cayó definitivamente en el año 1125, derrotado por otro pueblo altaico, los yurchen, que conquistaron el territorio de los Liao, y fundaron su propia dinastía, la Jin.
Del nombre "kitán" deriva el nombre "Catay" con el que se conoció a China en Europa durante la Edad Media. El nombre actual de China en ruso (Kitái), mongol (Qitad) y uigur (Hitay) tiene también este mismo origen.

## Historia
Aunque las primeras referencias documentales chinas a los kitán, conocidos como Qìdān (契丹) en chino, se remontan al año 389 de nuestra era, fue al final de la época de la dinastía Tang cuando un líder militar kitán, al que conocemos por su nombre chino Yēlǜ Ābǎojī (耶律阿保機), unificó a las diferentes tribus kitán bajo un estado único que abarcaba gran parte de los territorios actuales de Manchuria y Mongolia. La fundación del estado kitán ocurrió, según las escasas fuentes kitán, en el año 907. Los kitán mantenían la tradición nómada de elegir a un nuevo líder en un congreso (khuriltai) celebrado cada tres años. Abaoji rompió la tradición, derrotando a sus opositores y declarándose emperador (huángdì 皇帝) al estilo chino en el año 916.
Así, Abaoji adoptó las costumbres dinásticas chinas convirtiéndose en emperador y nombrando sucesor a su hijo, en contra de las tradiciones propias de su pueblo. Tras su muerte en 926, su hijo y sucesor Yēlǜ Déguāng (耶律德光) profundizaría en este proceso de sinización del estado kitán con la adopción del nombre dinástico de Liao. No se conoce con exactitud el año en que se adoptó el nuevo nombre, debido a la falta de claridad cronológica de las fuentes kitán. Pudo ser en 926, 937, 938 o 947. El estado recobraría el nombre de "Kitán" entre los años 983 y 1066.
Tras la muerte de Abaoji, su viuda la emperatriz Chunqin no consideraba capacitado para el puesto al hijo elegido como sucesor por Abaoji y ejerció su influencia en la corte para dar el trono a Yelu Deguang, otro de sus hijos, que gobernaría bajo la influencia de su madre. Por iniciativa de Chunqin, las tropas kitán participarían en intentos de conquista del territorio de los Song, llegando a conquistar el territorio de la actual Pekín en 938. En 947, el emperador Yēlǜ Ruǎn (耶律阮), nieto de Chunqin lanzaría un ataque contra la capital Song, Kaifeng, llegando a ocuparla brevemente.
La debilidad de los Song se manifestaría de nuevo en el año 1004, cuando los kitán infligieron una derrota decisiva a los Song, imponiendo a estos últimos el pago de un tributo a cambio de la devolución del territorio conquistado. La corte Song aceptaría el pago del tributo, no excesivo, aunque utilizando en el tratado firmado un lenguaje más suave, que mencionaba "obsequios económicos", y evitando así el uso de una terminología humillante para los Song, que se seguían considerando la única dinastía legítima.
En el año 1046, los kitán lanzaron un ataque contra el Imperio Tangut, conquistando parte de su territorio. La aparente fortaleza de los kitán tendría que enfrentarse pronto a un nuevo enemigo: los yurchen, otro pueblo tungús, que, desde el norte atacaría a los Liao derrotándolos definitivamente en el año 1125.
Tras la derrota a manos de los yurchen, algunos nobles kitán conseguirían refundar un estado Liao en Asia Central, la dinastía Liao Occidental o Kanato de Kara-kitai. Este estado se mantendría hasta 1218, cuando fue conquistado por los mongoles, que se servirían de la experiencia y de las habilidades lingüísticas de los nobles kitán en su conquista posterior de China.

### Derecho y administración
La expansión territorial del estado kitán alcanzó a regiones pobladas por chinos han, lo cual planteó el problema de cómo gobernar a estos súbditos de tradiciones muy diferentes a las de los pueblos nómadas del norte. Abaoji diseñó un sistema de administración dual, por el cual se dividía a los súbditos en dos grupos: kitán y chinos. Las leyes eran diferentes para ambos grupos, según las tradiciones respectivas, y el funcionariado de la corte se dividía también en dos grupos. La corte estaba dividida en un sector norte y en un sector sur. En el sector norte, estaban los funcionarios kitán, elegidos por vínculos familiares, mientras que en el sector sur estaban los funcionarios chinos, que hablaban chino y kitán, y que eran elegidos mediante un sistema de exámenes, siguiendo la tradición de los Tang.
Junto a este sistema dual de administración, los kitán desarrollaron un sistema de escritura para su lengua, basado en los caracteres chinos, que constaba de dos tipos de caracteres: la escritura pequeña, de carácter fonético, y la escritura grande, de carácter ideográfico, en un desarrollo de los caracteres chinos similar al del japonés moderno. El sistema de escritura kitán, utilizado en numerosos documentos oficiales, solo ha sido descifrado parcialmente.

#### Implementación
Los Liao empleaban dos gobiernos separados que operaban en paralelo: una Administración del Norte a cargo de los khitanos y otros pueblos nómadas, la mayoría de los cuales vivían en la parte septentrional del territorio Liao, y una Administración del Sur a cargo de la población china que vivía predominantemente en la parte meridional. Cuando Abaoji estableció por primera vez el sistema, estos dos gobiernos no tenían límites territoriales estrictos, pero el emperador Shizong estableció límites formalmente delineados para las dos administraciones a principios de su reinado. La recién delineada Administración del Norte contaba con grandes poblaciones de chinos han, balhae y yugures, y se le otorgó su propio conjunto de gobiernos paralelos del norte y el sur.
Los gobiernos de la Administración del Norte y la Administración del Sur funcionaban de forma muy diferente. La Administración del Norte funcionaba bajo un sistema que Twitchett y Tietze denominaron "esencialmente el séquito personal de un gran líder tribal".  Muchos de los nombramientos gubernamentales se ocupaban de asuntos tribales, rebaños y criados al servicio de la casa imperial, y la mayoría de los cargos poderosos y de alto rango se ocupaban de asuntos militares. La inmensa mayoría de los funcionarios eran jitanos, principalmente del clan imperial Yelü y del clan consorte Xiao. La Administración del Sur estaba más estructurada, y Twitchett y Tietze la calificaron de "diseñada a imitación de un modelo T'ang". A diferencia de la Administración del Norte, muchos de los funcionarios de rango bajo y medio de la Administración del Sur eran chinos Han. Ciertas familias de etnia Han en particular, descendientes de funcionarios meritorios, desempeñaron un papel importante en el gobierno Liao y se convirtieron en clanes poderosos: los Han, los Zhao, los Liu y los Ma.
Los comisarios del sur solían ser miembros del clan real Yelü, los del norte, en su mayoría, miembros del clan consorte Xiao. La administración de la Región Norte estaba compuesta principalmente, aunque no exclusivamente, por kitánes que ostentaban títulos tradicionales kitánes. Sus oficiales más poderosos eran los comisarios jitanos de asuntos militares, los primeros ministros de las administraciones del Norte y del Sur (Beifu zaixiang, Nanfu zaixiang), los Grandes Reyes del Norte y del Sur (Bei Dawang, Nan Dawang), ambos miembros del clan real, y el comandante en jefe (yuyue). Estos hombres controlaban todos los asuntos militares y tribales, la selección de los comandantes militares, la disposición de los rebaños tribales y la asignación de los pastos. Debajo de ellos había una desconcertante serie de funcionarios tribales, una oficina para el clan real del antiguo estado de Bohai y una serie de oficinas que prestaban servicios a la casa imperial: artesanos, médicos, cazadores y comisarios responsables de los rebaños reales, yeguadas y establos.
El gobierno de la región meridional se diseñó a imitación del modelo Tang. Tenía su sede, al igual que el gobierno de la Región Norte, en la Capital Suprema, donde tenía sus oficinas principales. Contaba con los tradicionales grupos de ancianos estadistas, los Tres Preceptores (san shi) y los Tres Duques (san gong), que actuaban como consejeros imperiales, y una compleja burocracia al frente de la cual había tres ministerios similares a los tres ministerios centrales (san sheng) de principios de los Tang... pero sólo la Secretaría desempeñaba un papel significativo en las decisiones políticas.
... la Administración del Sur era esencialmente una organización ejecutiva para las zonas meridionales y su población asentada. Los altisonantes títulos de sus oficiales no deben ocultar el hecho de que la toma de decisiones rutinarias y toda la autoridad militar (los funcionarios del sur estaban específicamente excluidos de las decisiones sobre asuntos militares en la corte) se concentraban en el séquito kitán del emperador, procedente de la Administración del Norte. Denis Twitchett y Klaus-Peter Tietze
La dinastía Liao se dividió a su vez en cinco "circuitos", cada uno con una capital. La idea general de este sistema se tomó de los Balhae, aunque ninguna ciudad capturada de los Balhae se convirtió en capital de circuito. Las cinco capitales eran Shangjing (上京), que significa Capital Suprema, situada en la actual Mongolia Interior; Nanjing (南京), que significa Capital del Sur, situada cerca de la actual Pekín; Dongjing (東京), que significa Capital Oriental, situada cerca de la actual Liaoning; Zhongjing (中京), que significa Capital Central, situada en la actual provincia de Hebei cerca del río Laoha; y Xijing (西京), que significa Capital Occidental, situada cerca de la actual Datong. Cada circuito estaba dirigido por un poderoso virrey que gozaba de autonomía para adaptar las políticas a las necesidades de la población de su circuito. Los circuitos se subdividían a su vez en administraciones llamadas fu (府), que eran áreas metropolitanas que rodeaban las capitales, y fuera de las áreas metropolitanas se dividían en prefecturas llamadas zhou (州), que a su vez se dividían en condados llamados xian (縣).
A pesar de estos sistemas administrativos, las decisiones importantes del Estado seguían siendo tomadas por el emperador. El emperador se reunía con funcionarios de las Administraciones del Norte y del Sur dos veces al año, pero aparte de eso el emperador pasaba gran parte de su tiempo atendiendo asuntos tribales fuera de las capitales.

## Dinastía Liao 907-1125
| Nombre (Miao Hao 廟號 miàohào)                                                       | Nombre póstumo (Shi Hao 諡號 shìhào) | Lugar nacimiento                       | Período de reinado | Nombre era (Nian Hao 年號 niánhào) y duración en años |
| Convención: "Liao" + nombre excepto Liao Tianzuodi quien usa "Liao" + nombre póstumo |                                      |                                        |                    | |
| Taizu (太祖 Tàizǔ)                                                                   | Shen Tian Huangdi                    | Yelü Abaoji (耶律阿保機 Yēlǜ Ābǎojī)   | 907-926            | Shence (神冊 Shéncè) 916-922 Tianzan (天贊 Tiānzàn) 922-926 Tianxian (天顯 Tiānxiǎn) 926 |
| Taizong (太宗 Tàizōng)                                                               | Xiao Wu Huangdi                      | Yelü Deguang (耶律德光 Yēlǜ Déguāng)   | 926-947            | Tianxian (天顯 Tiānxiǎn) 927-938 Huitong (會同 Huìtóng) 938-947 Datong (大同 Dàtóng) 947 |
| Shizong (世宗 Shìzōng)                                                               | Tian Shou Huangdi                    | Yelü Ruan (耶律阮 Yēlǜ Ruǎn)           | 947-951            | Tianlu (天祿 Tiānlù) 947-951 |
| Muzong 穆宗 Mùzōng)                                                                  |                                      | Yelü Jing (耶律璟 Yēlǜ Jǐng)           | 951-969            | Yingli (應曆 Yìnglì) 951-969 |
| Jingzong (景宗 Jǐngzōng)                                                             |                                      | Yelü Xian (耶律賢 Yēlǜ Xián)           | 969-982            | Baoning (保寧 Bǎoníng) 969-979 Qianheng (乾亨 Qiánhēng) 979-982 |
| Shengzong (聖宗 Shèngzōng)                                                           | Wen Wu Da Xiao Xuan Huangdi          | Yelü Longxu (耶律隆緒 Yēlǜ Lóngxù)     | 982-1031           | Qianheng (乾亨 Qiánhēng) 982 Tonghe (統和 Tǒnghé) 983-1012 Kaitai (開泰 Kāitài) 1012-1021 Taiping (太平 Tàipíng) 1021-1031                                                                                                 |
| Xingzong (興宗 Xīngzōng)                                                             | Xiao Zheng Huangdi                   | Yelü Zongzhen (耶律宗真 Yēlǜ Zōngzhēn) | 1031-1055          | Jingfu (景福 Jǐngfú) 1031-1032 Chongxi (重熙 Chóngxī) 1032-1054 |
| Daozong (道宗 Dàozōng)                                                               |                                      | Yelü Hongji (耶律洪基 Yēlǜ Hóngjī)     | 1055-1101          | Qingning (清寧 Qīngníng) 1055-1064 Xianyong (咸雍 Xiányōng) 1065-1074 Taikang (太康 Tàikāng) o Dakang (大康 Dàkāng) 1075-1084 Da'an (大安 Dà'ān) 1085-1094 Shouchang (壽昌 Shòuchāng) o Shoulong (壽隆 Shòulóng) 1095-1101 |
| Tianzuodi (天祚帝 Tiānzuòdì)                                                         |                                      | Yelü Yanxi (耶律延禧 Yēlǜ Yánxǐ)       | 1101-1125          | Qiantong (乾統 Qiántǒng) 1101-1110 Tianqing (天慶 Tiānqìng) 1111-1120 Baoda (保大 Bǎodà) 1121-1125 |